# Agnibesa brevibasis
Agnibesa brevibasis là một loài bướm đêm trong họ Geometridae.